# ريك فاي
ريك فاي (بالإنجليزية: Rick Fay)‏ هو عازف جاز أمريكي، ولد في 25 ديسمبر 1926، وتوفي في 22 مارس 1999.

## وصلات خارجية
- ريك فاي على موقع ميوزك برينز (الإنجليزية)
- ريك فاي على موقع ديسكوغز (الإنجليزية)